# Портрет Марии-Антуанетты с розой
«Портрет Марии-Антуанетты с розой» (фр. Portrait de Marie-Antoinette à la rose) — картина французской художницы Элизабет Виже-Лебрен, написанная в 1783 году. Находится в Версальском дворце в Версале.

## Сюжет и описание
Элизабет Виже-Лебрен была придворной художницей королевы Франции Марии-Антуанетты. 31 мая 1783 года она была зачислена в Королевскую академию живописи и скульптуры. В том же году Мария-Антуанетта поручила ей представить свой портрет для предстоящего Парижского салона. Виже-Лебрен изобразила королеву в сорочке, сшитой парижской модисткой Розой Бертен, любимицей королевы, в то время, когда королева жила в Малом Трианоне, за пределами дворца. Однако посетители Салона были шокированы, потому что посчитали неприличным изображение королевы Франции в таком платье и портрет убрали из Салона.

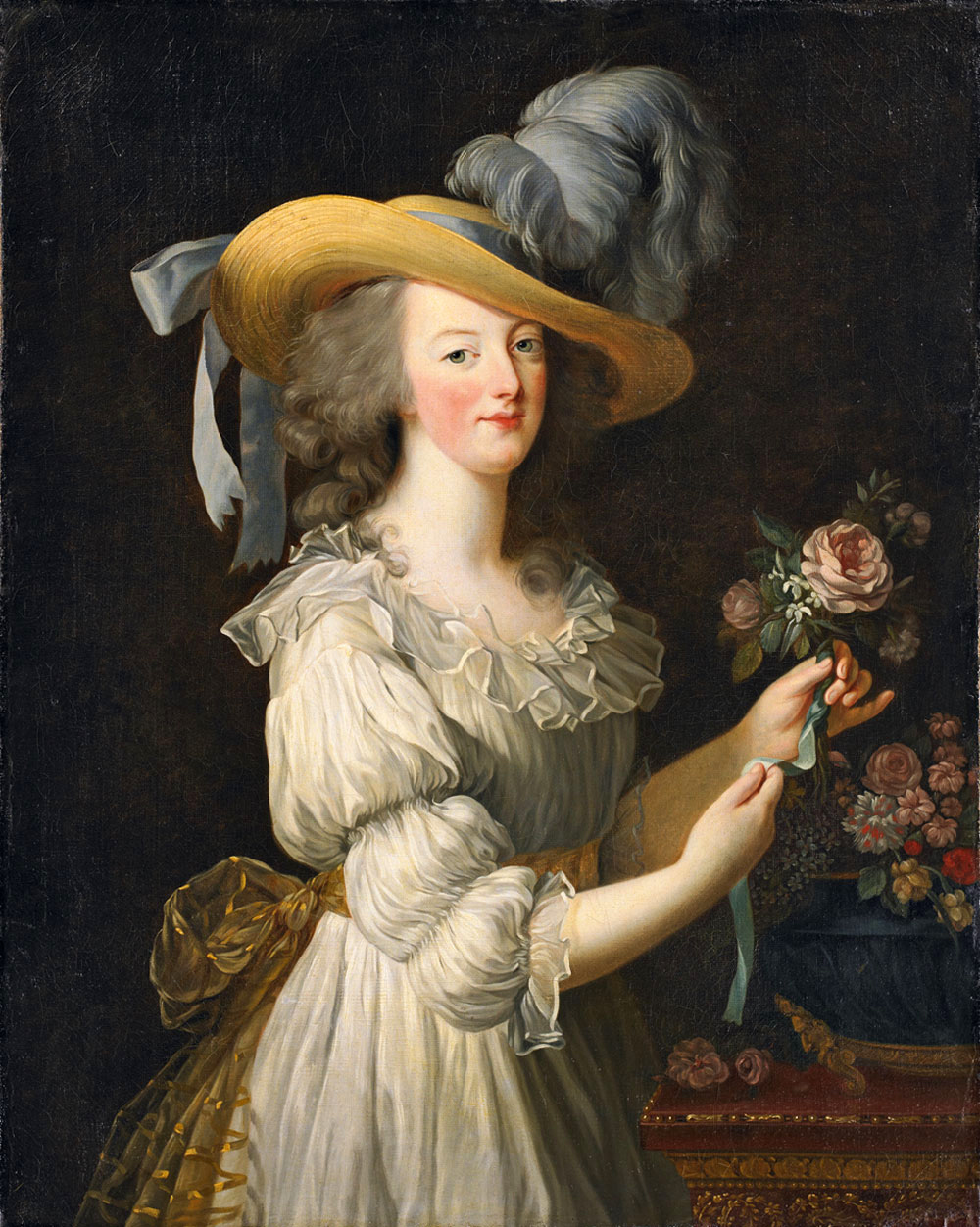
«Портрет Марии-Антуанетты в сорочке», Элизабет Виже-Лебрен, 1783, дворец Шлосс-Волфсгартен (Гессен, Германия)

Художница немедленно написала новый портрет, который можно было бы выставить в Салоне до его окончания. Поза на новом портрете не изменилась. На новой картине королева была уже одета в классическое серо-голубое шёлковое платье с большим полосатым бантом из лент и богатыми жемчужными украшениями, которые считались более подобающими для королевы.
Виже-Лебрен намеренно изобразила королеву в классическом серо-голубом шёлковом платье, чтобы показать поддержку королевой ткачей Лиона, производящих шёлковую ткань.
Первый портрет в сорочке утерян, но художник создал пять реплик с вариациями костюма, например, со шляпой и в муслиновом платье.